# Чемпіонат України з футболу серед жінок 1992: перша ліга
Чемпіонат першої ліги України з футболу 1992 року серед жінок — дебютний чемпіонат першої ліги України з футболу, що проводився серед жіночих колективів.

## Учасники
| Команда       | Місто      | Тренер           | Президент             |
| ------------- | ---------- | ---------------- | --------------------- |
| «Іскра»       | Запоріжжя  |                  |                       |
| «Львів'янка»  | Львів      |                  |                       |
| «Мрія»        | Кіровоград |                  |                       |
| «Олімп-2»     | Київ       |                  |                       |
| «Радосинь»    | Київ       |                  |                       |
| «Таврія»      | Херсон     |                  |                       |
| «Текстильник» | Донецьк    | Валерій Черних   | Микола Якушев         |
| «Юніса»       | Луганськ   | Олексій Чистяков | Олександр Землянський |

## Результати змагань
| 1 | «Іскра»       |     | 0:0 | 4:0 | 2:0 | 5:0 | 4:0 | 4:0 | +:- | 14 | 11 | 3 | 0  | 34 — 2  | 25 |
| 2 | «Текстильник» | 0:1 |     | 2:1 | 1:1 | 4:0 | 5:0 | 4:0 | 3:0 | 14 | 11 | 2 | 1  | 37 — 6  | 24 |
| 3 | «Юніса»       | 2:2 | 1:3 |     | 0:0 | 7:0 | +:- | 2:2 | 4:1 | 14 | 6  | 4 | 4  | 28 — 17 | 16 |
| 4 | «Радосинь»    | 0:0 | 0:2 | 0:0 |     | 3:0 | 2:1 | 4:0 | 1:1 | 14 | 5  | 6 | 3  | 16 — 12 | 16 |
| 5 | «Мрія»        | 0:2 | 1:6 | 1:0 | 2:2 |     | 2:1 | 1:0 | +:- | 14 | 5  | 3 | 6  | 11 — 33 | 13 |
| 6 | «Львів'янка»  | 0:1 | 0:3 | 0:2 | 2:0 | 2:2 |     | 0:0 | 1:0 | 14 | 3  | 2 | 9  | 8 — 23  | 8  |
| 7 | «Таврія»      | 0:6 | 1:4 | 2:9 | 1:3 | 1:1 | 2:1 |     | +:- | 14 | 2  | 3 | 9  | 9 — 40  | 7  |
| 8 | «Олімп-2»     | 0:3 | -:+ | -:+ | -:+ | 0:1 | -:+ | 1:0 |     | 14 | 1  | 1 | 12 | 3 — 13  | 3  |

а У сезоні 1992 за перемогу команді нараховувалося 2 очки, за нічию — 1, а за поразку — 0.

б Після першого кола команда «Олімп-2» (Київ) знялася з чемпіонату.

## Статистичні дані
- Протягом чемпіонату було забито 146 м'ячів, 84 з яких на рахунку господарів, а 62 — гостей.
- Автором першого голу в історії чемпіонатів першої ліги стала львівська футболістка Ірина Ванат, що вразила ворота суперниць у поєдинку між «Таврією» та «Львів'янкою», який відбувся 18 квітня 1992 року[1].
- Найпопулярнішим рахунком чемпіонату став рахунок 4:0 (6 матчів).